# Cochemiea bullardiana
Cochemiea bullardiana es una especie de planta suculenta perteneciente al género Cochemiea, dentro de la familia Cactaceae. Es endémica del noroeste de México (Baja California) y anteriormente se le conocía como Mammillaria bullardiana.

## Descripción
Cochemiea bullardiana es una especie de cactus que aunque suele crecer de forma individual, a veces aparece en grupos. Los tallos son cilíndricos, de color verde oliva y crecen hasta 15 cm de alto y de 4 a 6 cm de diámetro. 
Los tallos están cubiertos de tubérculos cónicos dispuestos en espiral y no producen savia lechosa (látex). Sobre ellos se asientan areolas con varias espinas centrales con la punta oscura y en forma de gancho. También hay de 10 a 20 espinas radiales rectas y blanquecinas.
Las flores son de color blanco rosado y llegan a alcanzar diámetros de 3 cm. Los frutos tienen forma de maza y son de color rojo. En su interior contienen semillas negras.

## Distribución y hábitat
El área de distribución nativa de esta especie es el noroeste de México (Baja California) y crece principalmente en biomas desérticos o de matorrales secos.

## Taxonomía
La primera descripción de esta especie fue como Neomammillaria bullardiana, publicada en 1934 por el botánico estadounidense Howard Elliott Gates en la revista científica Cactus and Succulent Journal 6: 4.
Posteriormente, los botánicos Peter B. Breslin y Lucas C. Majure colocaron la especie en el género Cochemiea, pasando a llamarse Cochemiea boolii y anotando estos cambios en la revista científica Taxon 70: 319 en el año 2021.
Etimología
- Cochemiea: nombre genérico que hace referencia a la tribu indígena Cochimí, que en el pasado ocupó un gran territorio de Baja California y cuya área es parte del área de distribución natural de este género.
- bullardiana: epíteto específico otorgado en honor a un naturalista de apellido Bullard.[4]

Sinonimia
- Ebnerella bullardiana (H.E.Gates) Buxb. (1951)
- Mammillaria bullardiana (H.E.Gates) Boed. (1936)
- Mammillaria goodridgei var. bullardiana (H.E.Gates) Neutel. (1986)
- Mammillaria hutchisoniana var. bullardiana (H.E.Gates) Repp. (1991)
- Neomammillaria bullardiana H.E.Gates (1934)

## Usos
Se cultiva principalmente como planta ornamental y su propagación se realiza a través de esquejes o semillas.